# Lavinia (Vorname)
Lavinia ist ein weiblicher Vorname.

## Herkunft und Bedeutung
Die Herkunft des Namens ist nicht abschließend geklärt, er stammt aber vermutlich ursprünglich aus dem Etruskischen. In der römischen Mythologie ist Lavinia die Tochter des Königs Latinus und Gemahlin des aus Troia geflohenen Aeneas.

## Namensträgerinnen
- Lavinia Agache (* 1968), rumänische Kunstturnerin
- Lavinia Braniște (* 1983), rumänische Schriftstellerin und Übersetzerin
- Lavinia Dock (1858–1956), US-amerikanische Pflegewissenschaftlerin und Pflegehistorikerin
- Lavinia Fontana (1552–1614), italienische Malerin des Manierismus
- Lavinia Heisenberg (* 1983), deutsche Physikerin, Professorin für theoretische Physik und Kosmologie
- Lavinia Jones (* 1973), südafrikanische Pop- und Euro-Dance-Sängerin
- Lavinia Meijer (* 1983), niederländische Harfenistin
- Lavinia Miloșovici (* 1976), rumänische Kunstturnerin
- Lavinia Nowak (* 1995), deutsche Schauspielerin
- Lavinia Clara Radeglia (1879–1947), englische Badminton- und Tennisspielerin
- Lavinia della Rovere (1558–1632), Prinzessin von Urbino
- Lavinia Schulz (1896–1924), deutsche expressionistische Schauspielerin und Maskentänzerin
- Lavinia Veiongo (1879–1902), von 1899 bis 1902 Queen consort (Königin) von Tonga
- Lavinia Warren (* 1841 oder 1842; † 1919), US-amerikanische Schauspielerin
- Lavinia Wilson (* 1980), deutsche Schauspielerin

## Nachweise
1. ↑  https://www.behindthename.com/name/lavinia